# Szerokie Pole Bielskie

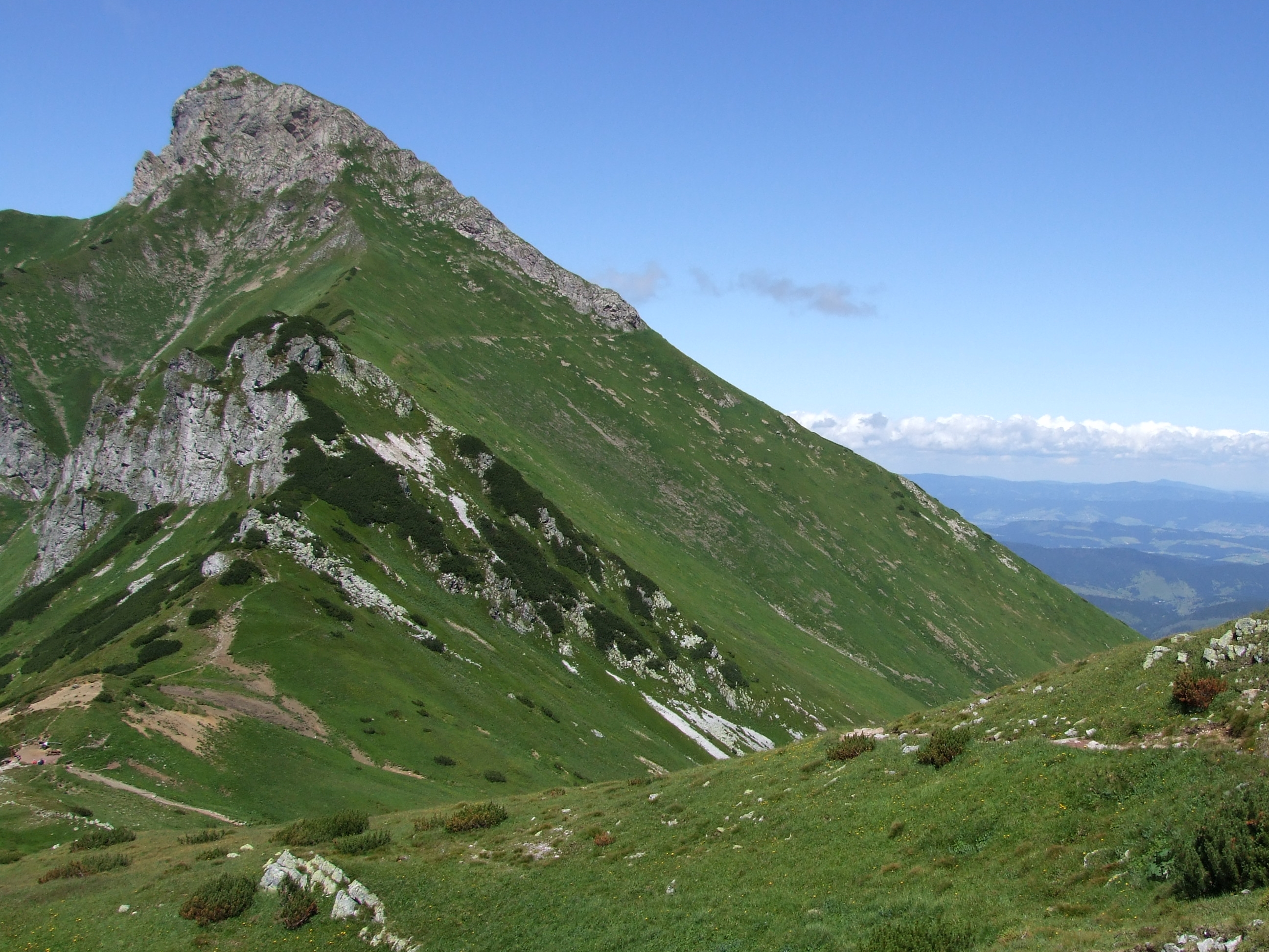
Płaczliwa Skała, Szeroka Przełęcz i Szerokie Pole

Szerokie Pole Bielskie lub Szerokie Pole (słow. Široké pole, niem. Breites Feld, węg. Szélesmező) – wschodni, opadający do środkowej części Doliny Szerokiej stok Płaczliwej Skały w słowackich Tatrach Bielskich. Jest stromy, jednolicie nachylony, trawiasty, i tylko u samej góry znajdują się w nim skalne ścianki opadające z południowo-wschodniej grani. Dawniej  był ważnym terenem pasterskim, obecnie jest zamkniętym dla turystów i taterników obszarem ochrony ścisłej. Gdyby nie to, byłby interesującym terenem zjazdowym dla narciarzy. Zimą schodzą nim lawiny. 
Od nazwy tego stoku pochodzi nazwa Doliny Szerokiej i Szerokiej Przełęczy.
Najwyższą część Szerokiego Pola trawersuje znakowany szlak turystyczny.

## Szlaki turystyczne
Zdziar – Dolina Mąkowa – Dolina do Regli – Dolina Szeroka Bielska – Szeroka Przełęcz Bielska – Szalony Przechód – Przełęcz pod Kopą. Suma podejść 1075 m, czas przejścia: 3.55 h, ↓ 3.10 h